# 紀伊新庄站
紀伊新庄站（日语：／ Kii Shinjō eki */?）是位於和歌山縣田邊市新庄町，屬於西日本旅客鐵道（JR西日本）的紀勢本線（紀國線）車站。

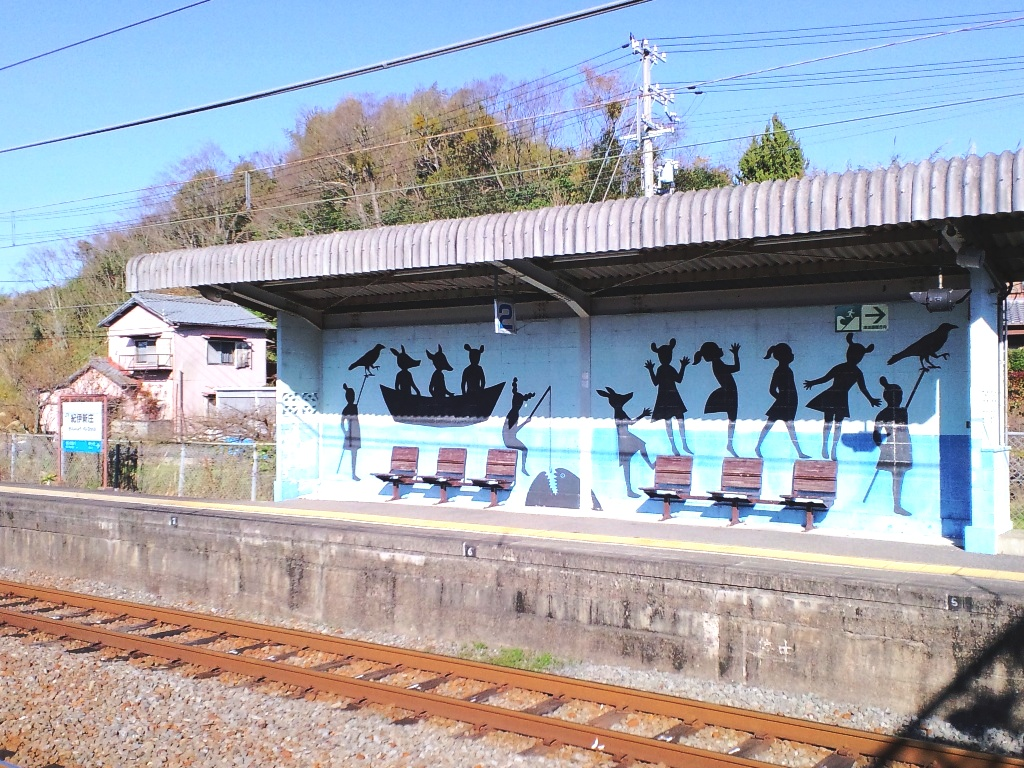
候車室(2016年12月)

## 歷史
- 1933年12月20日：國鐵紀勢西線紀伊田邊站至紀伊富田站開通，此站啟用[2][1]。
- 1959年7月15日：三木里站至新鹿站之間開通，同時路線改名為紀勢本線[1]。
- 1985年3月14日：降為無人車站[3]。
- 1987年4月1日：隨國鐵分割民營化，車站由西日本旅客鐵道（JR西日本）營運[1]。

## 車站構造
本站為地面車站，設有2面2線的相對式月台，可進行列車交會。此站是由紀伊田邊站管理的無人車站。站房位於紀伊田邊方向的月台側，兩月台設有跨線橋連接。出入口設在站房與跨線橋近新宮方向的位置。此站截至2019年9月無法使用ICOCA等交通系IC卡。

### 月台
| 月台 | 路線   | 方向                 |
| ---- | ------ | -------------------- |
| 1    | 紀國線 | 紀伊田邊、和歌山方向 |
| 2    | 紀國線 | 周參見、新宮方向     |

- 以上的路線名是使用旅客資訊上的名稱（愛稱）。

## 利用狀況
以下列出近年1日平均乘車人次。
| 年度   | 一日平均 乘車人次 |
| ------ | ----------------- |
| 1998年 | 32                |
| 1999年 | 35                |
| 2000年 | 32                |
| 2001年 | 30                |
| 2002年 | 25                |
| 2003年 | 42                |
| 2004年 | 33                |
| 2005年 | 35                |
| 2006年 | 31                |
| 2007年 | 37                |
| 2008年 | 32                |
| 2009年 | 30                |
| 2010年 | 26                |
| 2011年 | 36                |
| 2012年 | 39                |
| 2013年 | 40                |
| 2014年 | 47                |
| 2015年 | 52                |
| 2016年 | 56                |
| 2017年 | 55                |

## 車站周邊
- 國道42號
- 文里港（在終戰時的引揚港，設有田邊引揚援護局）
- 田邊市政廳新庄連絡所
- 田邊新庄郵局
- 和歌山縣立田邊高等學校（日语：和歌山県立田辺高等学校）
- 和歌山縣立南紀高等學校（日语：和歌山県立南紀高等学校）
- 和歌山縣立神島高等學校（日语：和歌山県立神島高等学校）
- 田邊市立新庄中學
- 田邊市立新庄小學
- 山田電機 Tecc.Land 田邊店
- GEO南紀田邊店
- 田邊駕駛學校
- 1946年南海道大地震 海嘯潮痕（西側站前）

## 相鄰車站
西日本旅客鐵道
 紀國線（紀勢本線）
朝來－紀伊新庄－紀伊田邊

## 其他

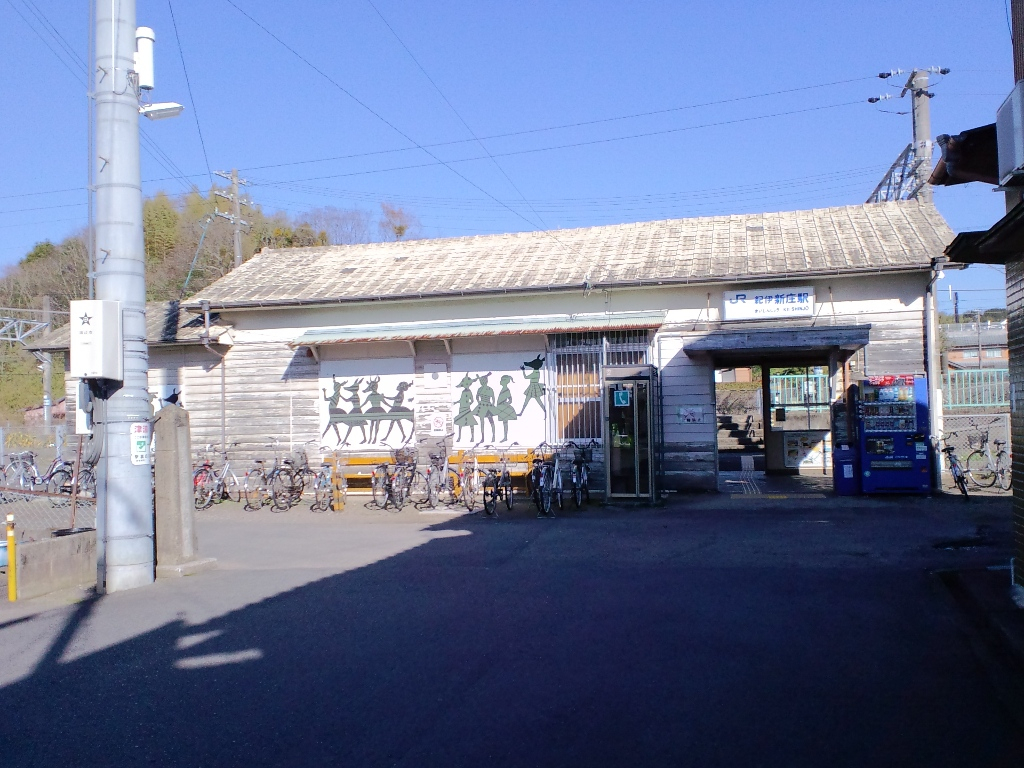
紀伊新庄站的車站大樓外觀（2016/12/31）

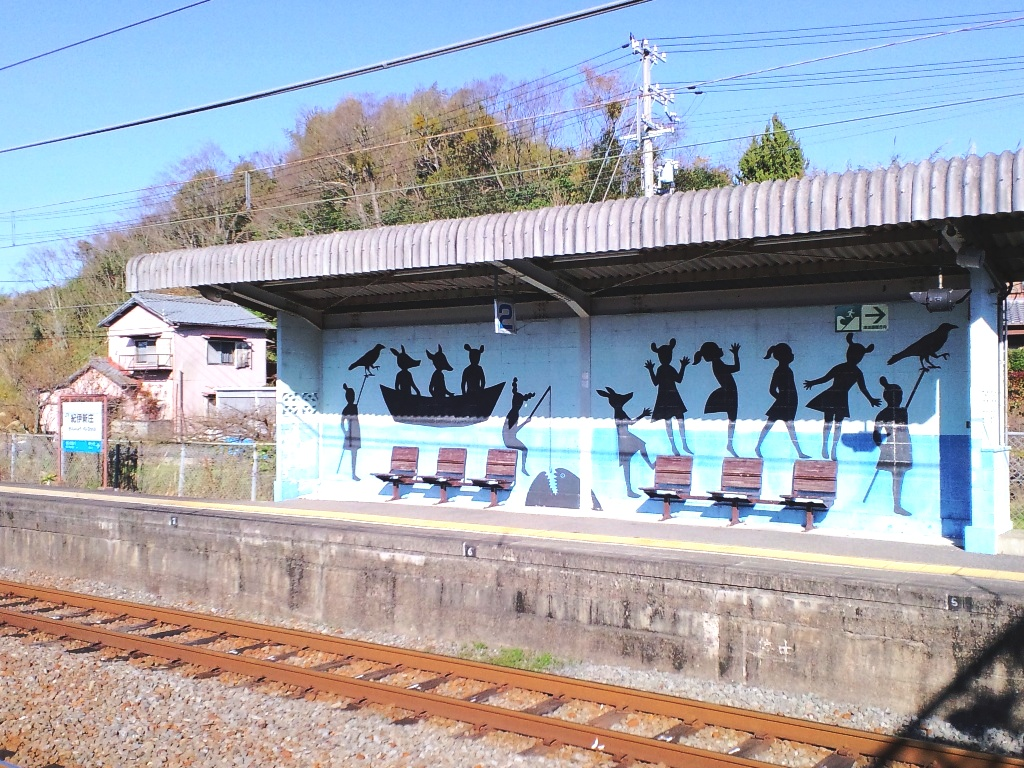
紀伊新庄站　白濱、新宮方向的月台（2016/12/31）

- 當地藝術家和高校生盡力在車站大樓外牆和月台上繪畫，為「藝術的紀伊新庄站」宣傳。

## 注腳
1. 1 2 3 4  曾根悟（監修）. 朝日新聞出版分冊百科編集部（編集） , 编. . 朝日百科週刊. 25號 紀勢本線、參宮線、名松線. 朝日新聞出版. 2010-01-10: 19–21.
2. ↑  日本《官報》第2085號「鐵道省告示第575號」，1933年12月12日：第286-287頁。
3. ↑  日本國有鐵道公示S60.3.12公181
4. ↑  . JR出門網. 西日本旅客鐵道.   [2019年9月15日]. （原始内容存档于2019年9月15日）.
5. ↑  『和歌山縣統計年鑑』及『和歌山縣公共交通機關等資料集』

## 外部連結
- 紀伊新庄｜車站資訊：JR出門網 - 西日本旅客鐵道